# Refa'el Pinchasi
Refa'el Pinchasi (hebrejsky רפאל פנחסי‎, narozen 1940) je izraelský politik a bývalý poslanec Knesetu za stranu Šas, který v letech 1990 až 1992 zastával post ministra komunikací v izraelské vládě.

## Biografie
Narodil se v Kábulu v Afghánistánu a v roce 1950 podnikl společně s rodinou aliju do Izraele. Patří mezi zakladatele sefardské ultraortodoxní strany Šas a působil jako místostarosta města Bnej Brak.
Ve volbách v roce 1984 byl zvolen poslancem Knesetu za stranu Šas a v prosinci následujícího roku byl jmenován náměstkem ministra práce a sociální péče. Svůj poslanecký mandát obhájil v následujících volbách v roce 1988, po nichž se stal místopředsedou Knesetu. V lednu 1990 byl jmenován náměstkem ministra vnitra a v červnu téhož roku byl jmenován ministrem komunikací. Ve funkci setrval až do voleb v roce 1992.
Poslanecký post uhájil i v těchto volbách, po nichž byl v srpnu 1992 jmenován náměstkem ministra financí. V této funkci působil až do prosince téhož roku, kdy se stal náměstkem ministra náboženských věcí. V září 1993 byl Nejvyšším soudem donucen rezignovat na svůj vládní post, když byl usvědčen z křivé výpovědi.
V následujících volbách v roce 1996 byl opětovně zvolen poslancem Knesetu, avšak v následujících volbách tento post již neobhájil. V roce 2008 byl jmenován předsedou rady telavivských hřbitovů. K roku 2012 je tajemníkem Rady velkých učenců Tóry, která určuje politiku strany Šas.